# Będzieszyna (Pogórze Wiśnickie)
Będzieszyna (362 m)  –  wzniesienie we wschodniej części  Pogórza Wiśnickiego. Nazwę podaje mapa Pogórza Rożnowskiego, wysokość mapa Geoportalu. Nazwa pochodzi od miejscowości Będzieszyna.
Będzieszyna to najwyższe wzniesienie w ciągu wzgórz między dwoma potokami uchodzącymi do Jeziora Czchowskiego; od północno-wschodniej strony jest to Czarny Potok, od południowo-zachodniej sąsiedni, bezimienny potok. Będzieszyna  jest całkowicie porośnięta lasem. Są to tzw. Pańskie Lasy.